# Richard Kennelly
Richard Kennelly   (Boston, 4 de juliol de 1965) és un remer estatunidenc, ja retirat, que va competir durant les dècades de 1980 i 1990.
El 1988 va prendre part en els Jocs Olímpics d'Estiu de Seül, on guanyà la medalla de plata en la prova del quatre sense timoner del programa de rem. Quatre anys més tard, als Jocs de Barcelona, fou quart en la prova del vuit amb timoner.
En el seu palmarès també destaca una medalla de plata al Campionat del món de rem de 1989.